# AFC South
A American Football Conference South Division, ou AFC South (em português, Divisão Sul da Conferência Americana de Futebol Americano ou AFC Sul),  é uma divisão da American Football Conference (AFC), da National Football League (NFL). Ela foi criada antes do começo da temporada de 2002, pois a liga precisou reformar as divisões quando, com a estreia do Houston Texans, o número total de times na liga chegou a 32. Desde sua criação, a divisão tem os mesmos quatro membros: Houston Texans, Indianapolis Colts, Jacksonville Jaguars e o Tennessee Titans. Antes da temporada de 2002, os Texans não existiam, os Colts eram parte da AFC East, e os Titans e os Jaguars eram membros da AFC Central. Indianapolis, Tennessee e Jacksonville já haviam conquistado muitos títulos de divisão e ido para o wild card várias vezes enquanto ainda jogavam em outras divisões.
A vitória dos Colts no Super Bowl XLI, na temporada 2006, é a única entre as equipes da AFC South, até o momento. De todas as divisões da liga, a AFC South é a que está mais tempo sem ter uma equipe vencedora do Super Bowl. Os últimos nove Super Bowls disputados foram vencidos ao menos uma vez por uma equipe das outras sete divisões da liga. A última participação de uma equipe da divisão no Super Bowl foi na temporada 2009, na qual o Indianapolis Colts perdeu para o New Orleans Saints no Super Bowl XLIV.
Atualmente, o Indianapolis Colts é o detentor da maior quantidade de títulos da divisão, com 9 conquistas. O último campeão da divisão é o Houston Texans, que, na temporada 2016, conquistou seu quarto título de divisão.

## História

### Anos 2000
Quando a NFL realinhou o calendário de 2002, a recém criada AFC South foi formada por dois ex-times da AFC Central, um ex-time da AFC East e um time novo. A temporada inaugural da divisão foi vencida pelo Tennessee Titans, que chegou a final da AFC. Pelos próximos cinco anos, o Indianapolis Colts venceu a divisão, chegando a ser campeão na temporada 2006, ao vencer o Super Bowl XLI. Em 2007, a AFC South se tornou a divisão mais vencedora da liga com 42 vitórias e apenas 22 derrotas (65,6% de aproveitamento). O recorde anterior era da AFC Central de 1975 (64,3% de aproveitamento). Em 2008, o Tennessee Titans venceu a divisão, colocando um fim a série de 5 titulos de divisão consecutivos de Indianapolis. Contudo, em 2009, o Colts arrasou todos para conquistar seu sexto titulo de divisão de forma antecipada ainda na semana 12, com uma vitória sobre o Houston Texans e uma derrota do Jacksonville Jaguars frente ao San Francisco 49ers.

### Anos 2010
Em 2010, os Colts venceram novamente a divisão ao ganharem os útilmos quatro jogos da temporada, incluindo uma vitória sobre os Jaguars que empatou a campanha dos dois times. Os Colts obtiveram vantagem devido aos Jaguars terem perdido os seus últimos três jogos daquela temporada. Em 2011, os Texans conquistaram o seu primeiro título de divisão, se classificando para a pós-temporada pela primeira vez na história da franquia. Na semana 14, para se classificarem à pós-temporada, os Texans precisavam de uma combinação de resultados: vencer o Cincinnati Bengals e torcer para vitória do New Orleans Saints sobre os Titans. Os Texans venceram seu jogo por 20 a 19 e os Saints venceram os Titans por 22 a 17, classificando assim a franquia de Houston para sua primeira pós-temporada. Os Texans iniciaram sua primeira pós-temporada com vitória sobre os Bengals por 31 a 10, mas em seguida, no AFC Divisional Playoffs, perderam para o Baltimore Ravens por 20 a 13, sendo assim eliminados da sua primeira pós-temporada. Em 2012, os Texans foram novamente campeões da divisão ao vencer os Colts por 29 a 17 na semana 15. Na pós-temporada, os Texans enfrentaram e venceram novamente os Bengals, por 19 a 13, mas na semana seguinte perderam para o New England Patriots, por 41 a 28, sendo assim eliminados novamente no AFC Divisional Playoffs.
Os Colts retomariam o domínio da divisão em 2013 ao vencer os três adversários de divisão durante a temporada e assim conquistaram a divisão pela primeira vez desde 2010. Assim como os Texans nas duas temporadas anteriores, os Colts venceram o primeiro jogo da pós-temporada ao derrotar o Kansas City Chiefs, por 45 a 44, na segunda maior virada da história da pós-temporada, mas foram derrotados no jogo seguinte, pelo New England Patriots, por 43 a 22. Em 2014, novamente os Colts conquistaram a divisão ao vencer os Texans na semana 15, por 17 a 10. Naquela temporada, pela primeira vez desde a temporada 2009 um time da AFC South chegou ao AFC Championship Game. No entanto, o time de Indianapolis foi novamente derrotado pelos Patriots, por 45 a 7, no jogo que ficou conhecido pelo caso Deflategate. Em 2015 os Texans retomaram o domínio da divisão ao vencer os Jaguars por 30 a 6 na semana 16, porém, no primeiro jogo daquela pós-temporada, o time de Houston não teve chances contra o Kansas City Chiefs e perderem em casa por 30 a 0.
Os Texans conquistaram, em 2016, a divisão pela quarta vez em sua história ao terminarem a temporada empatados com os Titans. O título foi conquistado devido ao critério de desempate de desempenho contra os outros adversários da divisão (Texans conquistou cinco vitórias, enquanto os Titans apenas duas). Os Texans venceram o primeiro jogo da pós-temporada contra o Oakland Raiders, por 27 a 14, mas logo no jogo seguinte foram derrotados pelo New England Patriots, por 34 a 16, sendo assim eliminados da temporada.

## Campeões de Divisão
| Temporada | Time                 | Campanha | Último adversário    | Resultado final na pós-temporada            |
| --------- | -------------------- | -------- | -------------------- | ------------------------------------------- |
| 2002      | Tennessee Titans     | 11-5-0   | Oakland Raiders      | Perdeu no AFC Championship Game (41 a 24)   |
| 2003      | Indianapolis Colts   | 12-4-0   | New England Patriots | Perdeu no AFC Championship Game (24 a 14)   |
| 2004      | Indianapolis Colts   | 12-4-0   | New England Patriots | Perdeu no AFC Divisional Playoffs (20 a 03) |
| 2005      | Indianapolis Colts   | 14-2-0   | Pittsburgh Steelers  | Perdeu no AFC Divisional Playoffs (21 a 18) |
| 2006      | Indianapolis Colts   | 12-4-0   | Chicago Bears        | Venceu o Super Bowl XLI (28 a 24)           |
| 2007      | Indianapolis Colts   | 13-3-0   | San Diego Chargers   | Perdeu no AFC Divisional Playoffs (28 a 24) |
| 2008      | Tennessee Titans     | 13-3-0   | Baltimore Ravens     | Perdeu no AFC Divisional Playoffs (13 a 10) |
| 2009      | Indianapolis Colts   | 14-2-0   | New Orleans Saints   | Perdeu no Super Bowl XLIV (31 a 17)         |
| 2010      | Indianapolis Colts   | 10-6-0   | New York Jets        | Perdeu no AFC Wild Card Playoffs (17 a 16)  |
| 2011      | Houston Texans       | 10-6-0   | Baltimore Ravens     | Perdeu no AFC Divisional Playoffs (20 a 13) |
| 2012      | Houston Texans       | 12-4-0   | New England Patriots | Perdeu no AFC Divisional Playoffs (41 a 28) |
| 2013      | Indianapolis Colts   | 11-5-0   | New England Patriots | Perdeu no AFC Divisional Playoffs (43 a 22) |
| 2014      | Indianapolis Colts   | 11-5-0   | New England Patriots | Perdeu no AFC Championship Game (45 a 7)    |
| 2015      | Houston Texans       | 9-7-0    | Kansas City Chiefs   | Perdeu no AFC Wild Card Playoffs (30 a 0)   |
| 2016      | Houston Texans       | 9-7-0    | New England Patriots | Perdeu no AFC Divisional Playoffs (34 a 16) |
| 2017      | Jacksonville Jaguars | 10-6-0   | New England Patriots | Perdeu no AFC Championship (24 a 20)        |
| 2018      | Houston Texans       | 11-5-0   | Indianapolis Colts   | Perdeu no Wild Card Playoffs (21 a 7)       |
| 2019      | Houston Texans       | 10-6-0   | Kansas City Chiefs   | Perdeu no Divisional Playoffs (35 a 14)     |
| 2020      | Tennessee Titans     | 11-5-0   | Baltimore Ravens     | Perdeu no Wild Card Playoffs (20 a 13)      |
| 2021      | Tennessee Titans     | 12-5-0   | Cincinnati Bengals   | Perdeu no Divisional Playoffs (19 a 16)     |
| 2022      | Jacksonville Jaguars | 9-8-0    | Kansas City Chiefs   | Perdeu no Divisional Playoffs (27 a 20)     |

## Qualificatórias noWild Card
| Temporada | Time                 | Campanha | Último adversário    | Resultado final na pós-temporada                           |
| --------- | -------------------- | -------- | -------------------- | ---------------------------------------------------------- |
| 2002      | Indianapolis Colts   | 10-6-0   | New York Jets        | Perdeu no AFC Wild Card Playoffs (41 a 0)                  |
| 2003      | Tennessee Titans     | 12-4-0   | New England Patriots | Perdeu no AFC Divisional Playoffs (17 a 14)                |
| 2005      | Jacksonville Jaguars | 12-4-0   | New England Patriots | Perdeu no AFC Wild Card Playoffs (28 a 3)                  |
| 2007      | Jacksonville Jaguars | 13-5-0   | New England Patriots | Perdeu no AFC Divisional Playoffs (31 a 20)                |
| 2007      | Tennessee Titans     | 10-6-0   | San Diego Chargers   | Perdeu no AFC Wild Card Playoffs (17 a 6)                  |
| 2008      | Indianapolis Colts   | 12-4-0   | San Diego Chargers   | Perdeu no AFC Wild Card Playoffs (23 a 17, na prorrogação) |
| 2012      | Indianapolis Colts   | 11-5-0   | Baltimore Ravens     | Perdeu no AFC Wild Card Playoffs (24 a 9)                  |
| 2017      | Tennessee Titans     | 9-7-0    | New England Patriots | Perdeu no AFC Divisional Playoffs (35 a 14)                |
| 2018      | Indianapolis Colts   | 10-6-0   | Kansas City Chiefs   | Perdeu no AFC Divisional Playoffs (31 a 13)                |
| 2019      | Tennessee Titans     | 9-7-0    | Kansas City Chiefs   | Perdeu no AFC Championship (35 a 24)                       |
| 2020      | Indianapolis Colts   | 11-5-0   | Buffalo Bills        | Perdeu no AFC Wild Card Playoffs (27 a 24)                 |

## Aparições em pós-temporada desde 2002
| Time                 | Títulos de divisão | Aparições na pós-temporada | Títulos de Conferência | Conquistas de Super Bowl |
| -------------------- | ------------------ | -------------------------- | ---------------------- | ------------------------ |
| Indianapolis Colts   | 16                 | 29                         | 7                      | 2                        |
| Houston Texans       | 6                  | 6                          | 0                      | 0                        |
| Tennessee Titans     | 4                  | 8                          | 1                      | 0                        |
| Jacksonville Jaguars | 4                  | 8                          | 0                      | 0                        |

## Histórico de confrontos
A cada temporada, segundo os critérios de montagem de tabela da NFL, os times da divisão se enfrentam duas vezes: uma dentro de casa e outra fora de casa. Sendo assim, há sempre seis jogos para cada equipe contra adversários da mesma divisão.
O Indianapolis Colts é a única franquia com aproveitamento maior que 50,0% sobre todos os outros três adversários da divisão. Em contrapartida, o Jacksonville Jaguars é a única franquia da divisão que tem aproveitamento menor do que 50% contra todos os outros três adversários da divisão.

## Resultados de temporada
(x) Classificado para a pós-temporada.
(y) Campeão da American Football Conference.
(z) Campeão do Super Bowl.
Entre parênteses a quantidade de vitórias e derrotas na temporada.
| Temporada | 1º                              | 2º                              | 3º                          | 4º                          |
| --------- | ------------------------------- | ------------------------------- | --------------------------- | --------------------------- |
| 2002      | (x) Tennessee Titans (11–5)     | (x) Indianapolis Colts (10–6)   | Jacksonville (6–10)         | Houston (4–12)              |
| 2003      | (x) Indianapolis Colts (12–4)   | (x) Tennessee Titans (12–4)     | Jacksonville Jaguars (5–11) | Houston Texans (5–11)       |
| 2004      | (x) Indianapolis Colts (12–4)   | Jacksonville Jaguars (9–7)      | Houston Texans (7–9)        | Tennessee Titans (5–11)     |
| 2005      | (x) Indianapolis Colts (14–2)   | (x) Jacksonville Jaguars (12–4) | Tennessee Titans (4–12)     | Houston Texans (2–14)       |
| 2006      | (z) Indianapolis Colts (12–4)   | Tennessee Titans (8–8)          | Jacksonville Jaguars (8–8)  | Houston Texans(6–10)        |
| 2007      | (x) Indianapolis Colts (13–3)   | (x) Jacksonville Jaguars (11–5) | (x) Tennessee Titans (10–6) | Houston Texans (8–8)        |
| 2008      | (x) Tennessee Titans (13–3)     | (x) Indianapolis Colts (12–4)   | Houston Texans (8–8)        | Jacksonville Jaguars (5–11) |
| 2009      | (y) Indianapolis Colts (14–2)   | Houston Texans (9–7)            | Tennessee Titans (8–8)      | Jacksonville Jaguars (7–9)  |
| 2010      | (x) Indianapolis Colts (10–6)   | Jacksonville Jaguars (8–8)      | Houston Texans (6–10)       | Tennessee Titans (6–10)     |
| 2011      | (x) Houston Texans (10–6)       | Tennessee Titans (9–7)          | Jacksonville Jaguars (5–11) | Indianapolis Colts (2–14)   |
| 2012      | (x) Houston Texans (12–4)       | (x) Indianapolis Colts (11–5)   | Tennessee Titans (6–10)     | Jacksonville Jaguars (2–14) |
| 2013      | (x) Indianapolis Colts (11–5)   | Tennessee Titans (7–9)          | Jacksonville Jaguars (4–12) | Houston Texans (2–14)       |
| 2014      | (x) Indianapolis Colts (11–5)   | Houston Texans (9–7)            | Jacksonville Jaguars (3–13) | Tennessee Titans (2–14)     |
| 2015      | (x) Houston Texans (9–7)        | Indianapolis Colts (8–8)        | Jacksonville Jaguars (5–11) | Tennessee Titans (3–13)     |
| 2016      | (x) Houston Texans (9–7)        | Tennessee Titans (9–7)          | Indianapolis Colts (8–8)    | Jacksonville Jaguars (3–13) |
| 2017      | (x) Jacksonville Jaguars (10–6) | (y) Tennessee Titans (9–7)      | Indianapolis Colts (4–12)   | Houston Texans (4–12)       |
| 2018      | (x) Houston Texans (11–5)       | (y) Indianapolis Colts (10–6)   | Tennessee Titans (9–7)      | Jacksonville Jaguars (5–11) |
| 2019      | (x) Houston Texans (10–6)       | (y) Tennessee Titans (9–7)      | Indianapolis Colts (7–9)    | Jacksonville Jaguars (6–10) |
| 2020      | (x) Tennessee Titans (11–5)     | (y) Indianapolis Colts (11–5)   | Houston Texans (4–12)       | Jacksonville Jaguars (1–15) |
| 2021      | (x) Tennessee Titans (12–5)     | Indianapolis Colts (9–8)        | Houston Texans (4–13)       | Jacksonville Jaguars (3–14) |
| 2022      | (x) Jacksonville Jaguars (9-8)  | Tennessee Titans (7–10)         | Indianapolis Colts (4–7-1)  | Houston Texans (3–13-1)     |